# Françoise Mallet-Joris

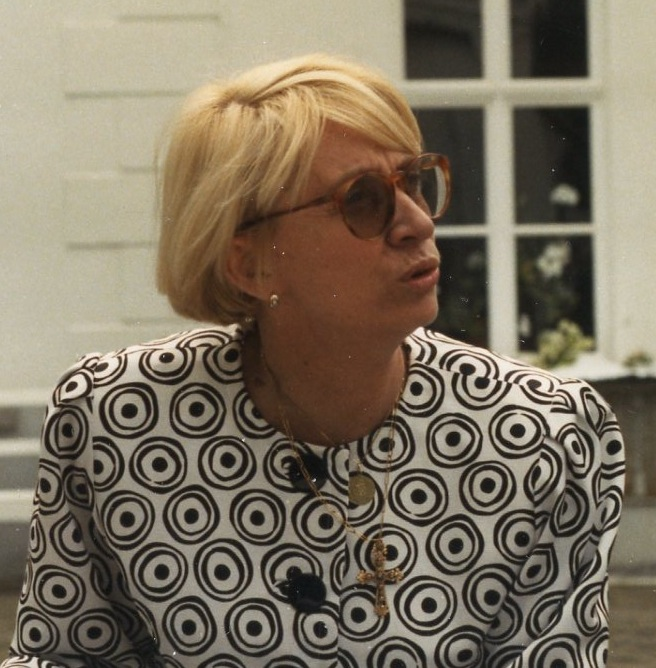
Françoise Mallet-Joris in 1988.

Françoise Mallet-Joris, pseudoniem van Françoise Lilar (Antwerpen, 6 juli 1930 – Bry-sur-Marne, 13 augustus 2016) was een Belgisch-Frans schrijfster.

## Biografie
Françoise Lilar was de dochter van de liberale politicus Albert Lilar en de schrijfster Suzanne Lilar, beide Franstalige Vlamingen. Ze verbleef twee jaar in de Verenigde Staten voordat ze naar Parijs ging om er aan de Sorbonne te gaan studeren. Sindsdien woonde ze afwisselend in Parijs en Brussel.
Toen Lilar met de Franse esotericus, vrijmetselaar en Martinist Robert Amadou trouwde, kreeg ze de dubbele Belgisch-Franse nationaliteit. Later trouwde ze met de socioloog Alain Joxe en daarna met de schilder Jacques Delfau. In totaal kreeg ze vier kinderen: een zoon uit haar eerste en een zoon en twee dochters uit haar derde huwelijk. Daarna leefde ze van 1970 tot 1981 samen met de zangeres Marie-Paule Belle, voor wie ze ook liedteksten schreef. 
Ze was lid van het comité van de Prix Femina van 1969 tot 1971, een prijs die ze zelf kreeg in 1958 voor haar werk L'empire céleste. In 1971 werd ze lid van de Académie Goncourt, wat ze bleef tot ze in 2011 om gezondheidsredenen ontslag nam.
In 1993 werd Françoise Mallet-Joris lid van de Belgische Académie Royale de Langue et de Littérature françaises, waar ze de zetel van haar moeder, die het jaar voordien gestorven was, innam.

## Literair debuut
Ze begon haar literaire loopbaan toen ze op 19-jarige leeftijd de met de publicatie van Poèmes du dimanche (onder haar geboortenaam. Daarop volgde Le rempart des Béguines (1951), een roman die zich afspeelde in een stad die leek op haar geboortestad Antwerpen en thema's behandelde van de werkende klasse en het lesbianisme. Vanwege dat laatste nam ze de schuilnaam Françoise Mallet aan, later aangevuld tot Mallet-Joris om te wijzen op haar Vlaamse origine. 
In 1955 kwam er een vervolg op Le rempart des Béguines met La chambre rouge. Hiermee speelde ze verder in op de behandeling van de werkende klasse in België.

## Thema's
De novellen van Mallet-Joris behandelen thema's zoals de menselijke relaties en de werkende klasse in Frankrijk en België. Dikwijls zijn de personages teleurgesteld wanneer ze zich realiseren dat ze onrealistische verwachtingen hebben. Zij schildert ook regelmatig sociale klimmers en bedrieglijke karakters af.
In Allegra (1976) pakte Mallet-Joris de thema's racisme en feminisme in Frankrijk aan.
Zij schreef ook non-fictie, zoals de biografieën van Marie Mancini, de eerste liefde van Lodewijk XIV, en van de mystica Jeanne Guyon. Verder schreef ze essays over haar levensfilosofie - ze bekeerde zich tot het katholicisme - en schreef ze Lettre à moi-même in 1963 en La Maison de papier in 1970.

## Andere werken
- 1958: Cordélia (een collectie korte verhalen);
- 1966: Les signes et les prodiges
- 1968: Trois âges de la nuit
- 1973: Le jeu du souterrain
- 1978: Jeanne Guyon (een biografie)
- 1980: Dickie-Roi
- 1985: Le rire de Laura
- 1990: Adriana Sposa
- 1993: Divine